# Deletionpedia
Deletionpedia — веб-сайт, содержащий статьи, удалённые из английской Википедии, начиная с февраля 2008 года. Статьи сохраняют бо́льшую часть содержания статей в Википедии, включая инфобоксы, ссылки и категории. Также сохраняются заголовки и ссылки на изображения, но сами изображения в статьях не присутствуют. Каждая статья в Deletionpedia содержит информацию о причинах удаления, о том, кто именно удалил статью, а также ссылки на обсуждения (если таковые имеются). По состоянию на декабрь 2011 года содержит около 62 500 статей.
Лицензия проекта GNU FDL.

## Функционирование
Проект основан на MediaWiki, однако обновление списка статей происходит автоматически и редактировать их нельзя. Дополнительно к категориям, какие статьи имелись в Википедии, к ним добавляются категории о критериях удаления, месяце удаления, количестве редакторов страницы, сроке существования (тысячи статей существовали более тысячи дней, прежде чем были удалены), статьи-списки и т. д.
Организаторы Deletionpedia провозглашают, что избегают пополнять проект статьями, которые были удалены из-за нарушения авторских прав, страницами, содержащими клеветнические утверждения и персональные нападки, равно как статьями, полная история изменений которых доступна в других проектах Фонда Викимедиа. Однако одновременно утверждается, что весь процесс должен быть автоматизированным.
Утверждается, что помимо статей, к которым отсутствовал читательский интерес, некоторые из статей были удалены в результате манипуляций в политических и коммерческих интересах. Одной из избранных статей сентября, к примеру, в Делишионпедии является список оружия империи в игре Warhammer 40,000, включающий описание более 100 единиц. Среди других избранных статей — список фильмов, в которых участвуют обезьяны, и статья о Греге Ведермане, бывшем редакторе журнала PC Gamer Magazine.
В отличие от Википедии Делишионпедия не занимается сбором пожертвований, предлагая при желании сделать таковые в пользу mySociety или Фонда Викимедиа.